# Wilhelm Filchner
Wilhelm Filchner (Bayreuth, 13 de setembre de 1877 - Zúric, 7 de maig de 1957) va ser un explorador alemany.

## Biografia
Amb 21 anys va participar en la seva primera expedició, que el va conduir a Rússia. Dos anys més tard, va viatjar a cavall, completament sol a través de les muntanyes del Pamir. Entre 1903 i 1905 va liderar una expedició a través del Tibet.
En tornar del Tibet, va començar a treballar en l'organització d'una expedició alemanya a l'Antàrtida. Després d'una expedició d'entrenament a Spitzbergen, el 4 de maig de 1911 va salpar amb el vaixell Deutschland amb rumb a l'Antàrtida. L'expedició va recórrer el mar de Weddell i va descobrir la costa de Luitpold i la plataforma de gel Filchner-Ronne. Aquesta va ser la primera expedició a entrar en el mar de Weddell, després que James Weddell ho descobris 80 anys abans.
Després que fallessin els intents de Filchner d'establir una base a terra ferma a la badia Vahsel, el seu vaixell Deutschland va quedar atrapat el 6 de març de 1912, a uns 320 quilòmetres de la costa de Coats Land. Sis mesos més tard, a la latitud 63° 37′, el vaixell va quedar lliure i es va dirigir a Geòrgia del Sud, iniciant el viatge de tornada a Alemanya. Adolf Hitler li va concedir el Premi Nacional de les Arts i Ciències Alemanyes com a reconeixement als èxits de les seves exploracions.
Filchner mai no va tornar a l'Antàrtida, però va realitzar molts altres viatges a través de Nepal i del Tibet, realitzant el 1939 un examen geogràfic del Nepal.
Va passar la Segona Guerra Mundial a l'Índia. El 1940 va estar internat en el Cottage-Hospital de Patne, posteriorment, fins al 13 de setembre de 1941, en el Parole Camp a Purandhar, i més tard fins a novembre de 1946 en el Parole Camp a Satara. Posteriorment va viure en Poona, a l'estat indi de Maharashtra.
Filchner va morir a l'edat de 80 anys a Zúric, Suïssa.